# Non predicare... spara!
Non predicare... spara! (Buck and the Preacher) è un film del 1972 diretto da Sidney Poitier.